# Ferruccit
Ferruccit ist ein sehr selten vorkommendes Mineral aus der Mineralklasse der „Halogenide“. Es kristallisiert im orthorhombischen Kristallsystem mit der chemischen Zusammensetzung Na[BF4] (Natriumtetrafluoroborat) und entwickelt nur sehr kleine, farblose bis weiße, dünntafelige Kristalle oder krustige Überzüge.

## Etymologie und Geschichte
Erstmals entdeckt wurde Ferruccit 1933 am Vesuv in Italien und beschrieben durch Guido Carobbi (1900–1983), der das Mineral nach dem italienischen Mineralogen Ferruccio Zambonini (1880–1932) benannte.
Typmaterial des Minerals befindet sich unter anderem am ENSM in Paris (Register-Nr. CT: 8969), an der MMUFi in Florenz (Register-Nr. HT: 1974/I) und am NHM in London (Register-Nr. CT: BM 1933,419).

## Klassifikation
In der mittlerweile veralteten, aber noch gebräuchlichen 8. Auflage der Mineralsystematik nach Strunz gehörte der Ferruccit zur Mineralklasse der „Halogenide“ und dort zur Abteilung der „wasserfreien Doppelhalogenide“, wo er zusammen mit Avogadrit und Barberiit eine eigenständige Gruppe bildete.
Die seit 2001 gültige und von der International Mineralogical Association (IMA) verwendete 9. Auflage der Strunz’schen Mineralsystematik ordnet den Ferruccit ebenfalls in die Klasse der „Halogenide“ ein, dort allerdings in die Abteilung der „Komplexen Halogenide“. Diese Abteilung ist zudem weiter unterteilt nach der Kristallstruktur, so dass das Mineral entsprechend seinem Aufbau in der Unterabteilung der „Borofluoride“ zu finden ist, wo es als einziges Mitglied die unbenannte Gruppe 3.CA.05 bildet.
Auch die vorwiegend im englischen Sprachraum gebräuchliche Systematik der Minerale nach Dana ordnet den Ferruccit in die Klasse der „Halogenide“ und dort in die Abteilung der „Komplexe Halogenide – Aluminiumfluoride“ ein. Hier ist er einziges Mitglied der unbenannten Gruppe 11.02.03 innerhalb der Unterabteilung der „Komplexen Halogenide (und Aluminiumfluoride) mit der allgemeinen Zusammensetzung (A)mB(X)4“.

## Kristallstruktur
Ferruccit kristallisiert orthorhombisch in der Raumgruppe Amma (Raumgruppen-Nr. 63, Stellung 3) mit den Gitterparametern a = 6,79 Å; b = 6,84 Å und c = 6,26 Å sowie 4 Formeleinheiten pro Elementarzelle.

## Eigenschaften
Ferruccit ist wasserlöslich und gibt diesem einen bitteren, säureartigen Geschmack.

## Bildung und Fundorte
Ferruccit kristallisiert direkt (Sublimation) aus den vulkanischen Gasen der aktiven Fumarole. Begleitminerale sind unter anderem Sassolin sowie verschiedene Fluorborate und Fluorsilikate.
Bisher (Stand: 2010) konnte das Mineral nur an seiner Typlokalität Vesuv sowie im Tal zwischen dem Monte Somma und dem Vesuv (Atrio del Cavallo) gefunden werden.